# Аллахвердиев, Эльбрус Гаджи оглы
Эльбрус Гаджи оглы Аллахвердиев (азерб. Elbrus Hacı oğlu Allahverdiyev; 27 сентября 1958, Кировабад — 16 июня 1993, Шелли, Агдамский район, Азербайджан) — военнослужащий Вооружённых сил Республики Азербайджан, Национальный Герой Азербайджана (1994, посмертно).

## Биография
Родился 27 сентября 1958 года в Гяндже, Азербайджанская ССР, в семье рабочего. После завершения обучения в школе № 18 в 1976 году был призван для прохождения воинской срочной службы в рядах Вооружённых сил Советского Союза. В 1978 году был демобилизован. В 1990 году завершил обучение в Орджоникидзевском сельскохозяйственном институте. Некоторое время проживал во Владикавказе. С началом вооружённого армяно-азербайджанского конфликта Эльбрус возвращается в Азербайджан. 17 мая 1992 года добровольно вступил в ряды Вооружённых сил Азербайджана, отправлен в зону боевых действий.
Эльбрус Аллахвердиев стал одним из первых организаторов артиллерии в Вооружённых силах Азербайджана. В боях около Агдама проявил мужество и вывел из строя значительную часть бронетехники противника. 12 июня 1993 года, когда вражеские силы перешли в наступление на Агдам, Эльбрус уничтожил значительное количество живой силы противника, остановил наступление и заставил даже отступить и сдать позиции. Следующее наступление противника на Агдамский район состоялось через два дня, 14 июня. Противник желал продвинуться в направлении села Шелли, но точность орудия Аллахвердиева вновь привела к значительным потерям наступающих.
16 июня во время очередного штурма Эльбрус вместе с однополчанами выдвинулся на помощь пехоте. В бою получил тяжелое ранение от разорвавшегося снаряда. Был доставлен в госпиталь, однако раны оказались смертельными. Скончался от ран.
Эльбрус был женат, воспитывал троих детей.

## Память
Указом Президента Азербайджанской Республики № 202 от 16 сентября 1994 года Эльбрусу Гаджи оглы Аллахвердиеву было присвоено звание Национального Героя Азербайджана (посмертно).
Похоронен на Аллее Шехидов в родном городе Гяндже.